# Borivoje Ristić
Borivoje Ristić (in serbo Боривоје Ристић?; Leskovac, 19 settembre 1983) è un ex calciatore serbo, di ruolo portiere.

## Palmarès

### Club

#### Competizioni nazionali
- Coppa di Serbia: 1

Čukarički: 2014-2015
- Prva Liga Srbija: 1

BASK Belgrado: 2010-2011